# 新井パーキングエリア

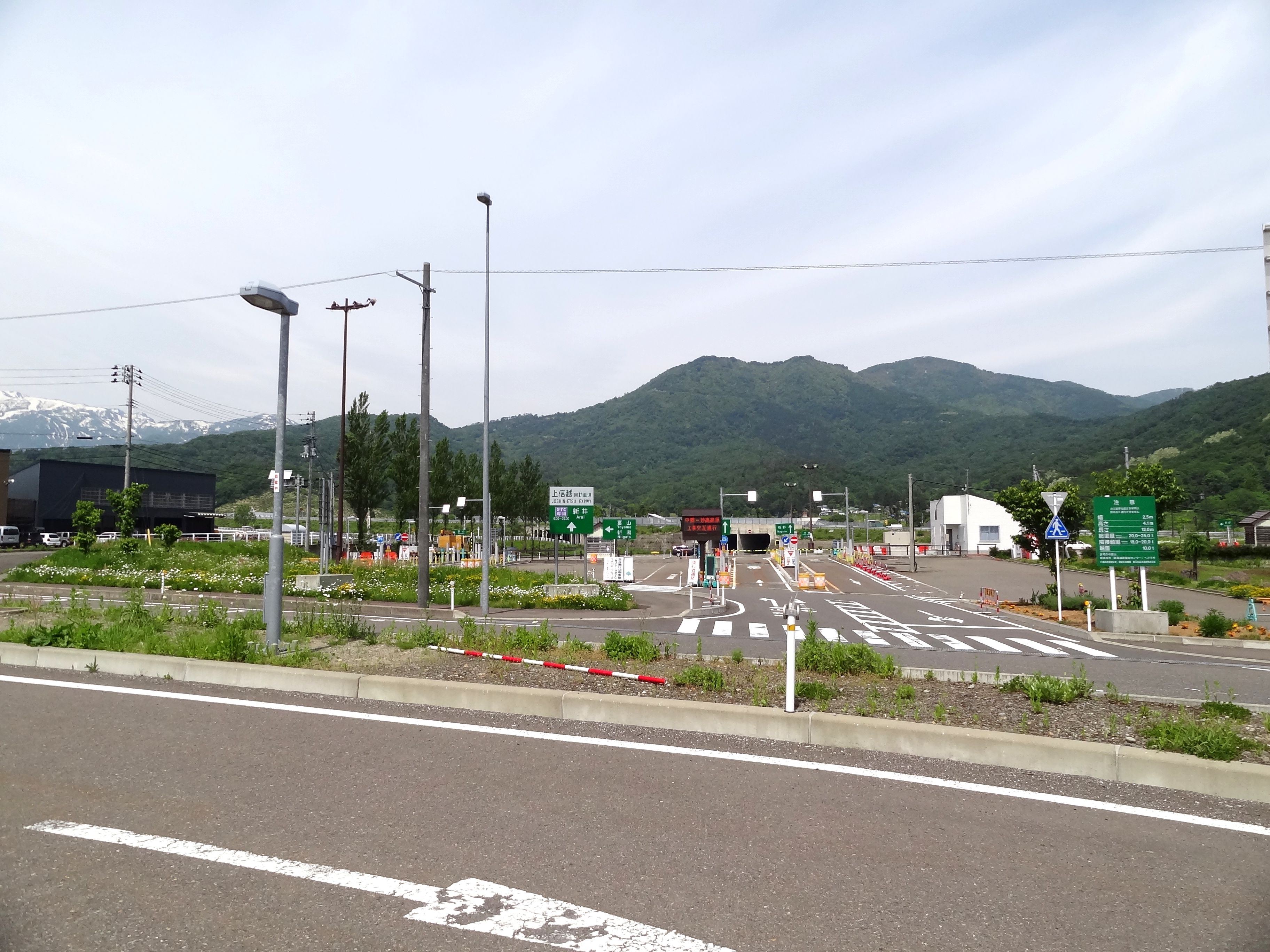
新井SIC

新井パーキングエリア（あらいパーキングエリア）は、新潟県妙高市猪野山にある上信越自動車道のパーキングエリアである。エリア内に新井スマートインターチェンジが設置されている。
PA内の設備はトイレと自動販売機のみだが、国道18号上新バイパス上の道の駅である道の駅あらい（ハイウェイオアシス）に隣接しており、PAから徒歩で各施設を利用することができる。

## 道路
- E18 上信越自動車道(19-1番)

直接接続
- 新潟県道428号西野谷新田新井線

間接接続
- 国道18号

## 施設

### 上り線（長野・藤岡方面）
- 駐車場
  - 大型 20台
  - 小型 15台
- トイレ
  - 男性 大2（和式1・洋式1）・小4
  - 女性 6（和式1・洋式5）
    - 同伴の男児用 1

  - 車椅子用 1
- 自動販売機

### 下り線（上越方面）
- 駐車場
  - 大型 20台
  - 小型 15台
- トイレ
  - 男性 大2（和式1・洋式1）・小4
  - 女性 6（和式1・洋式5）
    - 同伴の男児用 1

  - 車椅子用 1
- 自動販売機

### ハイウェイオアシス
下記の全施設は、道の駅あらいに設置されているもの。新井PAとは徒歩連絡となる。
- レストラン
- スナックコーナー
- コンビニエンスストア（ローソン）
- すき家（24時間）
- ショッピングコーナー
- 自動販売機
- インフォメーション（9:00-21:00）
- スーパーホテル新井・新潟

### スマートIC
新井PAでは2005年（平成17年）1月11日から2006年（平成18年）9月30日までの間、スマートインターチェンジの社会実験が実施され、一定の利用実績があったことから同年10月1日より設置が恒久化された。二輪車については同年11月1日より利用可能。
2017年（平成29年）12月1日より利用可能時間帯が24時間に拡大、2021年（令和3年）12月10日にはそれまで全長12メートルまでとされていた車長制限が解除された。
- 利用可能時間帯：24時間
- 利用可能車両：ETCを装着している全車両
- PAからは上新バイパスに接続している。

上信越自動車道開通時、新井PA周辺の区間は暫定2車線での運用となっていたが、2018年（平成30年）12月7日に新井PA・SIC以北の全区間が4車線化された。

### 新井バスストップ
PA内に設置されている高速バス停留所。以前は新潟駅と妙高高原駅を結ぶ路線と、上越市と長野市を結ぶ路線の2路線が運行されていたが、いずれも廃止されたため、現在はこの停留所に停車する路線は運行されていない。

## 隣
E18 上信越自動車道
(19)中郷IC - (19-1)新井PA/スマートIC - (20)上越高田IC